# Cnephora facala
Cnephora facala là một loài bướm đêm trong họ Geometridae.